# Canton d'Ouzouer-sur-Trézée
Le canton d'Ouzouer-sur-Trézée est une ancienne division administrative française du district de Gien situé dans le département du Loiret.

## Histoire
Le canton est créé le 10 février 1790 sous la Révolution française.
Le canton disparaît en 1801 (9 vendémiaire, an X) sous le Premier Empire ; toutes ses communes sont reversées dans le canton de Briarre.

## Géographie
Le canton d'Ouzouer-sur-Trézée comprend les sept communes suivantes : Adon, Breteau, Briare, La Bussière, Ecrignelles, Feings et Ouzouer-sur-Trézée.